# Ligne 37B du tramway de Budapest
La ligne 37B du tramway de Budapest circule entre Keleti pályaudvar M, et Izraelita temető. Cette ligne circule du centre-ville vers la périphérie de Budapest, traversant du côté de Pest les quartiers de Józsefváros, Kőbánya et Újhegy. Elle dessert le cimetière national de Fiumei út, le Marché de Józsefváros, le nouveau cimetière municipal.